# План Андиния
План Андиния (исп. Plan Andinia) — антисемитская теория заговора, приписывающая евреям план создания на территории Аргентины и Чили независимого еврейского государства Андиния. Теория еврейского заговора «Андиния» широко использовалась военными во время аргентинской хунты в 1976—1982 годах и сегодня популярна среди аргентинских и чилийских правых сил. Согласно этой теории, существует еврейский заговор с целью отделения Патагонии от Аргентины и Чили и создания на её территории независимого еврейского государства.

## История
Начиная с 1880 года, аргентинское правительство осуществляло либеральную иммиграционную политику. В конце XIX века французский барон Морис фон Гирш высказал идею о переселении двух третей евреев из Российской империи. Аргентина стала одним из мест, куда предполагалось переселять евреев. В 1891 году Морис де Хирш создал Еврейское колонизационное общество, которое занималось переселением евреев в Аргентину и созданием там еврейских сельскохозяйственный поселений. В Аргентине в конце XIX века даже возникла еврейская группа евреев-гаучо.
Теория заговора «План Андиния» оформилась сравнительно недавно и основывается на словах сиониста Теодора Герцля из его книги Der Judenstaat, в которой он предлагает создать независимое еврейское государство. Для этой цели он предлагает купить земли в Палестине или в Аргентине. Идея создания собственного еврейского государства также была высказана Леоном Пинскером. В 1882 году он издал на немецком языке брошюру-воззвание «Автоэмансипация», в которой он призывал создать еврейское государство. В конце своей жизни поддержал деятельность барона Мориса фон Гирша, видя в этом единственный вариант создания еврейского государства.
Шестой Международный сионистской конгресс, состоявшийся в 1904 году, отверг план создания еврейского государства в Патагонии как непрактичный и принял решение рассмотреть предложение Великобритании об угандской программе. Теодор Герцль поддержал угандийский план. Большинство же участников было против этого английского предложения. Некоторые историки утверждают, что Теодор Герцль рассматривал аргентинский вариант в случае, если план создания еврейского государства в Палестине не удастся.
Термин «План Андиния» приобрёл своё законченное оформление в 1971 году у профессора экономики Буэнос-Айресского университета Вальтера Беверадджи Альенде, придерживавшегося крайне правых идей. В 1975 году Вальтер Беверадджи Альенде опубликовал книгу La inflación argentina, на обложке которой он изобразил карту Аргентины на фоне звезды Давида. Вальтер Беверадджи Альенде в своей книге написал, что «План Андиния» возник в 1897 году на Международном сионистском конгрессе в Базеле, Швейцария.
Теория заговора «План Андиния» существовала во время аргентинской хунты среди аргентинских военных, придерживавшихся крайне правых взглядов. Примером служит допрос арестованного аргентинского журналиста Хакобо Тимермана, которого во время допроса пытали, чтобы выяснить у него планы Израиля по созданию Андинии в Патагонии.

## Источник
- Caro, Issac. Extremismos de derecha y movimientos neonazis. Lom Ediciones. ISBN 9562828824.
- Casals Meseguer, Xavier (2003). Ultrapatiotas: extrema derecha y nacionalismo de la guerra fría a la era de la globalización. Barcelona: Crítica. pp. 188/190. ISBN 8484324303.
- Darnay, John. ¿fin de Argentina?: ¿o una nueva República?. Editorial Brujas. ISBN 9871142153.
- Feierstein, Ricardo. Historia de los judíos argentinos. Editorial Galerna. ISBN 9505564864.